# Krauss Typ XV
Der Krauss Typ XV war eine Dampflokomotivbaureihe der Münchener Lokomotivfabrik Krauss & Comp.
Die Werra-Eisenbahn-Gesellschaft bestellte sieben Lokomotiven und reihte sie als Nummer 40–46 in ihren Lokomotivpark ein. Diese kleinen Lokomotiven waren für den Einsatz auf kurzen Strecken gedacht. Eine Bestellung durch andere Privatbahngesellschaften ist wahrscheinlich. Die Lokomotiven der Werrabahn wurden 1895 durch die preußische Staatsbahn übernommen, später durch die preußische T 3 in untergeordnete Dienste verdrängt und ab 1903 an Industriebetriebe verkauft.
Im Jahr 1890 explodierte Lok 44 im Bahnhof Schleusingen (siehe dort). Fortan bestellte die Werrabahn keine Lokomotiven mehr bei Krauss.

## Einsatz
- 40: Meiningen–Grimmenthal im Bahnhof Meiningen beheimatet
- 41: Sonneberg–Lauscha im Bahnhof Sonneberg beheimatet
- 42: Sonneberg–Lauscha im Bahnhof Sonneberg beheimatet
- 43: Reserve im Bahnhof Schleusingen beheimatet
- 44: Themar–Schleusingen, im Bahnhof Schleusingen beheimatet
- 45: Immelborn–Liebenstein im Bahnhof Liebenstein-Schweina beheimatet
- 46: Immelborn–Liebenstein im Bahnhof Liebenstein-Schweina beheimatet